# Nothingface (album)
Albums de Voivod
Dimension Hatröss
(1988) Angel Rat
(1991)
Nothingface est le cinquième album du groupe québécois Voivod.
Livrant une musique moins agressive et plus technique que par le passé, le groupe se distance ici de plus en plus du son thrash metal initial qu'il avait créé et s'oriente de plus en plus vers un metal progressif et même un rock progressif, ce qui se démontre aussi par la reprise de la chanson Astronomy Domine de Pink Floyd, écrite par Syd Barrett pour leur premier album The Piper at the Gates of Dawn. Avec cet album, grâce à cette chanson et au vidéoclip qui l'accompagnait, Voivod a connu un certain succès, mais qui n'a pas duré.  
Pour beaucoup d'experts et fans, cet album compte parmi les meilleurs du groupe car il fusionne à parts égales la première phase, le thrash metal né de l'influence de la scène punk et la seconde phase du groupe, proche du rock progressif.
L'album contient neuf chansons, mais certaines éditions limitées séparent encore la première chanson, The Unknown Knows, en une introduction et une chanson principale.
L'album n'a pas été remastérisé pour une nouvelle publication sur CD depuis sa sortie, et l'original, contenant un livret en forme de poster, est ainsi devenu une pièce rare et précieuse pour les collectionneurs. Les fans souhaitent alors de plus en plus que l'album soit réarrangé et republié, et le leader de Voivod, le batteur Michel "Away" Langevin, a promis dans des entrevues récentes que les albums des années 1980 et des années 1990 avec le chanteur Denis "Snake" Bélanger seraient réarrangés en vue d'une réédition.
On note également l'existence d'un groupe américain, Nothingface, qui pourrait avoir choisi ce nom en hommage à cet album.

## Membres du groupe
- Denis "Snake" Bélanger : chant
- Denis "Piggy" D'Amour : guitare
- Jean-Yves "Blacky" Thériault : basse
- Michel "Away" Langevin : Batterie

## Liste des morceaux
1. The Unknown Knows - 5:55
2. Nothingface - 4:14
3. Astronomy Domine (reprise de Pink Floyd) - 5:30
4. Missing Sequences - 5:50
5. X-Ray Mirror - 4:28
6. Inner Combustion - 3:48
7. Pre-Ignition - 5:12
8. Into My Hypercube - 4:02
9. Sub-Effect - 4:30